# Denny Landzaat
Denny Landzaat (Amsterdam, 6 de maio de 1976) é um ex- futebolista holandês que atua como meio-campista. Seu último clube foi o Twente FC onde atuou 50 vezes entre 2010 e 2013. Participou da Copa do Mundo da Alemanha 2006 pela Holanda.